# 二式陸上偵察機

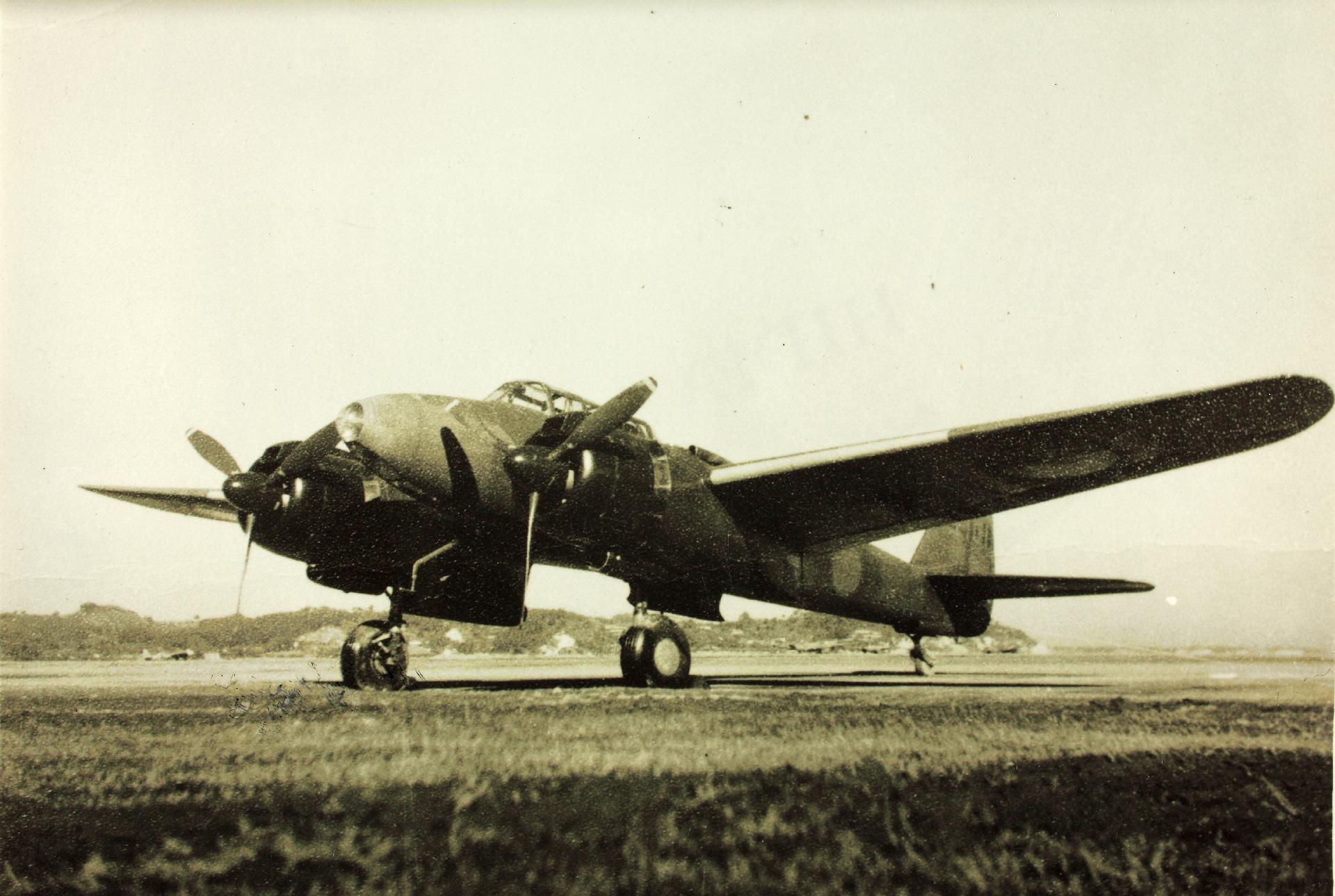
二式陸上偵察機即是無武裝的月光夜間戰鬥機

J1N1-R 二式陸上偵察機，是第二次世界大戰時期舊日本海軍所使用過的偵察機。
二式陸上偵察機即是無武裝的月光夜間戰鬥機。

## 開發起源與歷史
由於十三試雙發陸上戰鬥機被認為不適用於擔任遠距護衛機，因此不被採用。但與九八式陸上偵察機相比之下有著較長的航程、又擁有足夠的機體強度與堪以自衛的火力，因此被認為可以改造為進行武裝偵查的偵察機。
1942年7月，增加了偵查用相機的試作機（編號J1N1-C，特色為仍保持後上方的遠距操作式機槍）三機前往拉包爾。隔月開始針對美軍瓜達康納爾島侵攻進行航空偵查，得到許多貴重情資。
之後，二式陸上偵察機（編號變更為J1N1-R，並於駕駛員座椅加裝防彈裝甲和加裝防彈燃料箱）被正式配屬於各單位。
最後因盟軍戰力增強損失過大，主要使用速度較快的二式艦上偵察機與從舊日本陸軍借用的百式司令部偵察機。

## 性能諸元
- 發動機： 榮二一型
- 乘員數： 3
- 長度： 12.177m
- 翼展： 16.98 m
- 高度： 4.56m
- 空載重量： 4,582 KG
- 最大起飛重量： 7,250 KG
- 最高空速： 507.4公里/時（高度5,000公尺）
- 航程： 3,778公里（最大）
- 爬升率： 8.7公尺/秒
- 武裝： 機首20公釐機砲一挺7.7公釐機槍兩挺、後下方7.7公釐旋轉機槍一挺、兩枚250公斤炸彈